# Леонюк Володимир Гнатович
Володимир Гнатович Леонюк (16 серпня 1932, с. Критишин Дорогичинського повіту Поліського воєводства (нині Іванівський район Берестейської області, Білорусь) — 14 грудня 2013, Львів) — український краєзнавець, громадський діяч, автор публікацій про Берестейщину, член Українського громадсько-культурного об'єднання Берестейської області. Автор «Словника Берестейщини». Двічі був засуджений за участь в українському русі — 1952 року в Пінську і 1960 року в Києві.

## Біографія
Народився 16 серпня 1932 року в селі Критишин на Берестейщині, у селянській родині. Батько — Гнат Леонюк. У 1946 році батько Володимира відмовився стати агентом МВС, за що на родині Леонтюків поставили тавро «куркулів» і під виглядом збору податків суворо пограбували. Здобув середню освіту.
У 1952 році, коли Володимир ще навчався в 10 класі, арештований за зберігання та розповсюдження націоналістичних листівок та україномовних віршів. Того ж року засуджений Військовим трибуналом військ МВС Пінської області за статтями 70, 72 «б» Карного кодексу БРСР за звинуваченням у «антирадянській агітації» та «зраді батьківщини». Позбавлений волі на 25 років таборів і 5 років позбавлення прав. Вся родина Леонтюка була вислана в Голодний Степ у Казахстан, де родина загинула.
Утримувався в таборах «Мінерального управління» у місті Інта (Комі АРСР), де був змушений працювати на вугільних копальнях. Останній рік навчання закінчив на засланні. Один з ініціаторів створення підпільної організації «Об'єднання» (1956—1959 роки) в Інті, де відбував покарання. Рішенням Комісії Президії Верховної Ради СРСР в 1956 році достроково звільнений з табору без права покидати Інту. У 1957 році одружився з Іриною Кулик, родом із с. Містки Пустомитівського району Львівської області.
У співавторстві з Василем Бучковським 1957 року написав «Інструкцію про правила конспірації при розповсюдженні революційної літератури», листівки «Українська молоде!», «Колгоспнику!», «Що таке радянська влада?». Створив листівку «Карпати обвинувачують», редагував листівки Василя Бучковського «40 років Жовтневого перевороту», «Чи ти бачиш…» і «Громадянине!». Він же склав зразок «Звіту» про роботу осередків, який, однак, з конспіративних міркувань, не поширювався. Головний упорядник і автор збірника «Відгомін» (1958), для якого написав передмову і гостру статтю «КГБ і хамелеони». У збірнику «Відгомін» опубліковане чи не перше наукове дослідження Леонюка — «З неволі. З історії хановейського повстання». У цьому ж збірнику вміщена впорядкована ним та Василем Бучковським «Наша енциклопедія» — тлумачення деяких термінів, актуальні політичні анекдоти.
29 липня 1959 року за участь у підпільній українські організації «Об'єднання» заарештований та в 1960 році засуджений вдруге в Києві за звинуваченням у «зраді батьківщини», намірі відторгнути Україну від СРСР та з метою «реставрувати капіталістичні, буржуазні порядки». Леонюк визнав інкриміновані дії, але заперечував, що вони є злочинними. Засуджений до 12 років ув'язнення. Перебував у таборах Мордовії, зокрема, на 7-й зоні у Сосновці Зубово-Полянського району.
У липні 1971 року звільнений і поселився разом з дружиною в селі Тернопілля у Львівській області. Працював будівельником. Згодом перебрався до Львова. 1992 року реабілітований. Опублікував низку статей та інтерв'ю про діяльність «Об'єднання». Найвагомішим творчим здобутком стала праця «Словник Берестейщини» у 2 томах, де зібрані матеріали з історії Берестейщини в загальноукраїнському контексті. Володимир Леонюк передав декілька десятків примірників в бібліотеки Білорусі, але тамтешня влада заборонила книгу як «націоналістичну».
Помер 14 грудня 2013 року у Львові.

## Доробок
Автор низки робіт:
- Леонюк В. Словник Берестейщини. — Львів : Видавнича фірма «Афіша», 1996. — Т. 1. — 360 с. — ISBN 966-95063-0-1.
- Леонюк В. Словник Берестейщини. — Львів : Видавнича фірма «Афіша», 2010. — Т. 2. — 248 с. — ISBN 978-966-325-135-6.
- збірник новел «Захмарені досвітки» (Львів, 2012)
- повість «Останні на бойовищі» (Львів, 2017—2018)

Публікував краєзнавчі дослідження про Полісся у журналах «Дзвін», «Український вісник», газетах «За вільну Україну», «Наше слово», «Над Бугом і Нарвою» та інших.
Деякі його статті:
1. Син Полісся з «розстріляного відродження»: До 100-річчя від дня народження Дмітра Фальківського // Дзвін. — 1999. — № 1. — С. 133—140
2. Федір Одрач — український письменник з Берестейщини // Над Бугом і Нарвою № 3-4(31-32) 1997 [Архівовано 2 лютого 2019 у Wayback Machine.]
3. Леонюк Володимир. На прю стає Об'єднання // Зона, 1994. — № 6. — С. 163—180.
4. Поліська розмежувальна лінія // «Над Бугом і Нарвою» № 4(44) 1999 [Архівовано 2 лютого 2019 у Wayback Machine.]

## Родина
Дружина — Ірина Кулик, уродженка села Містки Львівської області, чия родина також була вислана. Брат дружини, Богдан Кулик, як і Леонтюк, був членом «Об'єднання».